# Kevin O’Keeffe

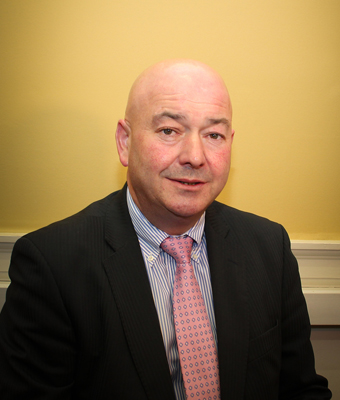
Kevin O’Keeffe, 2016

Kevin O’Keeffe (* 9. März 1964 in Cork) ist ein irischer Politiker (Fianna Fáil) und war von 2016 bis 2020 Abgeordneter im Dáil Éireann, dem Unterhaus des irischen Parlaments.
Kevin O’Keeffe ist der Sohn des Politikers Ned O’Keeffe. Er studierte Betriebswirtschaftslehre am Cork Institute of Technology. 1997 rückte er in den Cork County Council nach und wurde 1999, 2004, 2009 und 2014 jeweils wiedergewählt. Bei den Wahlen zum Dáil Éireann 2011 trat er noch ohne Erfolg im Wahlkreis Cork East an, konnte dann aber bei den Wahlen 2016 einen Sitz gewinnen. Bei den Wahlen 2020 verlor er den Sitz allerdings wieder.